# ZEROUM
ZEROUM株式会社（ゼローム、英: ZEROUM Co., Ltd.）は、東京都渋谷区に本社を置き、クリエイター向けのサービス開発、運営を行っている日本の企業。

## 提供しているサービス
Doneru（どねる）
ライブ配信画面のエフェクトを制御できたり、独自の投げ銭機能を搭載したライブ配信拡張サービス。2019年7月リリース。
ライブトレンド
ライブ配信や動画領域、SNS情報に特化したクリエイター向けWEBメディア。
VIRAL（バイラル）
散らばったSNSやブログなどのリンクをまとめられるプロフィールおまとめサービス。会員証付きのデジタルカードを発行し、月額制ファンクラブを開設することもできる。
総合WEBコンサルティング・DX支援
企業のWEBマーケティング構築支援や、デジタルトランスフォーメーション支援を展開。